# Beboeligt Rotterdam

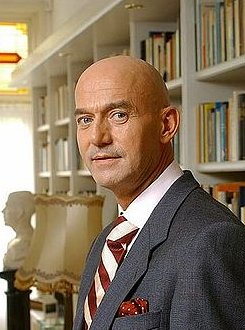
Pim Fortuyn, Beboeligt Rotterdam (2002)

Beboeligt Rotterdam (Leefbaar Rotterdam) är ett politiskt parti i den nederländska staden Rotterdam.
Partiet blev stadens största parti i kommunalvalen i mars 2002, tack vare dess karismatiske ledare  Pim Fortuyn. Denne drog till sig stora skaror politiskt oerfarna människor som tilltalades av Fortuyns tal om politisk förnyelse och hans skarpa kritik av invandringspolitiken. Detta har lett till interna spänningar och ett flertal utbrytningar ur partiet, som t.ex. Nya högern.
I kommunalvalen den 7 mars 2006 förlorade Beboeligt Rotterdam mark. Man fick bara 29,7 % och miste positionen som kommunens största parti.
Partiets medlemmar samlas regelbundet kring den staty, föreställande den mördade Pim Fortuyn, som rest i staden.